# Centericq
CenterICQ est un client de messagerie instantanée en mode texte qui supporte ICQ, Jabber, Yahoo!, AIM, MSN et IRC.
Centericq a été écrit et développé par Konstantin Klyagin, auteur de nombreux autres logiciels libres. Ce logiciel libre est distribué sous GNU GPL et fonctionne sous les systèmes d'exploitation Linux, FreeBSD, NetBSD, OpenBSD, Solaris, Windows et mac OS/Darwin.
En novembre 2007, le site web du projet annonce la mort de ce dernier. Grâce à la diffusion des sources, un fork est né, sous le nom de CenterIM, et intègre un certain nombre de patchs de sécurité.